# 扎拖波
扎拖波（？—），緬甸人，拉祜族，是糯康犯罪集團的成員之一，主要活动于緬甸撣邦大其力縣勐捧村娜捧寨，有參與2011年10月5日的中國船員金三角遇害案。

## 被捕
2012年4月被老挝警方擒获，并于5月移交至中国受审，2012年7月7日，扎拖波因為涉嫌故意殺人罪、劫持船隻罪被中華人民共和國雲南省西雙版納傣族自治州公安局刑事拘留。2012年7月18日經中華人民共和國雲南省西雙版納傣族自治州人民檢察院批准逮捕，第二天（19日）由中華人民共和國雲南省西雙版納傣族自治州公安局執行逮捕。

## 判決
2012年11月6日，雲南省昆明市中级人民法院一審宣判，判處扎拖波有期徒刑8年，扎拖波和另外五人（糯康、桑康·乍薩、依萊、扎西卡、扎波）當庭表示要求上訴。同年12月20日，雲南省高級人民法院對案件進行二審，26日雲南省高級人民法院作出終審裁定，駁回上訴，維持原判。
2017年12月，扎拖波服刑期間申請減刑，法院裁定不予減刑。昆明市中級人民法院辦理扎拖波減刑案時認為，扎拖波參與劫持中國船隻，嚴重危害了湄公河流域的航運秩序和中國公民的人身、財產權利，社會危害極大。雖然罪犯扎拖波已在雲南省第一監獄服刑二年，符合減刑的間隔時間，且勞動表現積極，但鑒於其犯罪事實、情節及危害後果，裁定不予減刑。扎拖波須於2020年刑滿出獄。